# Morti nel 1555
| Questa pagina contiene informazioni ricavate automaticamente dalle voci biografiche con l'ausilio del template Bio e di un bot. L'aggiornamento è periodico e automatico e ricostruisce completamente la pagina. Se manca una persona in questa lista, sei pregato di non aggiungerla, ma accertati piuttosto che la sua voce biografica contenga il template Bio e che i dati anagrafici siano correttamente compilati. Se il template Bio manca, inseriscilo tu stesso o, in alternativa, metti l'avviso {{tmp\|Bio}} che ne segnala la mancanza. Se i dati riportati sono sbagliati, correggi direttamente la voce biografica; le modifiche saranno visibili in questa lista entro pochi giorni. Per chiarimenti vedi il progetto biografie. La lista contiene solo le 84 persone che sono citate nell'enciclopedia e per le quali è stato implementato correttamente il template Bio. Pagina aggiornata al 10 lug 2025. |

## Gennaio(1)
- 13 gennaio - Jacobus Sylvius, anatomista e medico francese (n. 1478)

## Febbraio(2)
- 4 febbraio - John Rogers, religioso, traduttore e teologo inglese
- 17 febbraio - Giuliano Bugiardini, pittore italiano (n. 1476)

## Marzo(3)
- 13 marzo - Agostino Landi, ambasciatore e politico italiano
- 14 marzo - John Russell, I conte di Bedford, politico e nobile inglese (n. 1485)
- 23 marzo - Papa Giulio III, papa, vescovo cattolico e cardinale italiano (n. 1487)

## Aprile(5)
- 4 aprile - Paola Antonia Negri, religiosa italiana (n. 1508)
- 6 aprile - Giovannangelo Arcimboldi, arcivescovo cattolico italiano (n. 1485)
- 12 aprile - Giovanna di Castiglia, regina (n. 1479)
- 18 aprile - Polidoro Virgili, umanista, storico e presbitero italiano (n. 1470)
- 28 aprile - Girolamo Bellarmato, architetto, ingegnere e cartografo italiano (n. 1493)

## Maggio(8)
- 1º maggio - Papa Marcello II, papa, vescovo cattolico e cardinale italiano (n. 1501)
- 8 maggio - Giovanni Battista del Tasso, architetto e scultore italiano
- 10 maggio - Oda Nobutomo, militare giapponese
- 17 maggio - Nicola di Sofia, santo bulgaro
- 25 maggio - Enrico II di Navarra, re (n. 1503)
- 25 maggio - Gemma Frisio, matematico e cartografo olandese (n. 1508)
- 25 maggio - Jeanne de Pontevès-Cabanes, nobildonna francese
- 26 maggio - Sebastiano Gandolfi, letterato italiano

## Giugno(5)
- 7 giugno - Maarten van Rossum, condottiero olandese
- 10 giugno - Bonaventura Castiglioni, presbitero e storico italiano (n. 1487)
- 10 giugno - Elisabetta di Danimarca, principessa danese (n. 1485)
- 13 giugno - Carlo Gonzaga, condottiero italiano (n. 1523)
- 23 giugno - Pedro Mascarenhas, navigatore, esploratore e diplomatico portoghese (n. 1484)

## Luglio(2)
- 2 luglio - Girolamo dai Libri, pittore e miniatore italiano
- 6 luglio - Antonio Musa Brasavola, medico e botanico italiano (n. 1500)

## Agosto(2)
- 8 agosto - Oronzio Fineo, matematico, cartografo e astrologo francese (n. 1494)
- 24 agosto - Pier Francesco Giambullari, scrittore italiano (n. 1495)

## Settembre(3)
- 8 settembre - Tommaso di Villanova, arcivescovo cattolico e santo spagnolo (n. 1486)
- 23 settembre - Asakura Norikage, militare giapponese (n. 1477)
- 28 settembre - Kara Ahmed Pascià, politico ottomano

## Ottobre(7)
- 5 ottobre - Edward Wotton, medico inglese (n. 1492)
- 9 ottobre - Justus Jonas, teologo e poeta tedesco (n. 1493)
- 10 ottobre - Girolamo Verallo, cardinale e arcivescovo cattolico italiano (n. 1497)
- 16 ottobre - Hugh Latimer, vescovo anglicano britannico (n. 1487)
- 16 ottobre - Nicholas Ridley, religioso e teologo inglese
- 16 ottobre - Sue Harukata, militare giapponese (n. 1521)
- 26 ottobre - Olimpia Morata, umanista italiana (n. 1526)

## Novembre(5)
- 4 novembre - Agnese d'Assia, nobile tedesca (n. 1527)
- 8 novembre - Gian Giacomo Medici, nobile e condottiero italiano (n. 1495)
- 12 novembre - Stephen Gardiner, vescovo cattolico e politico britannico
- 21 novembre - Georg Agricola, scienziato e mineralogista tedesco (n. 1494)
- 27 novembre - Luigi d'Aviz, principe portoghese (n. 1506)

## Dicembre(4)
- 7 dicembre - Nilo di Stolobnyj, religioso russo
- 24 dicembre - Pietro Francesco Contarini, patriarca cattolico italiano (n. 1502)
- 26 dicembre - Alfonso I Sanvitale, nobile italiano (n. 1530)
- 27 dicembre - Onofrio Bartolini, arcivescovo cattolico italiano (n. 1508)

## Senza giorno specificato(37)
- Domenico Adelasio, religioso italiano
- Fortunio Affaitati, medico e astrologo italiano (n. 1510)
- Luca di Girolamo degli Albizi, condottiero italiano
- Juan Alonso de Badajoz, esploratore spagnolo
- Giovanni Antonio Amato, pittore italiano (n. 1475)
- Mastro Giorgio Andreoli, artigiano e artista italiano
- Giuliano di Baccio d'Agnolo, architetto e scultore italiano (n. 1491)
- Simone II Baschenis, pittore italiano
- Bartholomäus Bruyn, pittore tedesco (n. 1493)
- Giovan Francesco Caroto, pittore italiano
- Colocolo (n. 1490)
- Pietro Coppo, geografo e cartografo italiano (n. 1470)
- Giovanni Giacomo Della Porta, scultore e architetto italiano (n. 1485)
- Jean de Dinteville, diplomatico francese (n. 1504)
- Marcantonio Epicuro, poeta e commediografo italiano (n. 1472)
- Benedetto Gentile Pevere, doge (n. 1490)
- Petrus Gillius, naturalista e traduttore francese (n. 1490)
- Nicola Giolfino, pittore italiano (n. 1476)
- Gerolamo Giovenone, pittore italiano
- Jane Guilford, nobildonna inglese
- Isabella di Navarra, principessa francese (n. 1513)
- Giovanni Battista Lodron, condottiero italiano (n. 1480)
- Cristoforo Lombardo, scultore e architetto italiano
- Bisanzio Lupis, storico e poeta italiano (n. 1478)
- Sigismondo II Malatesta, condottiero italiano (n. 1502)
- Zainal Abidin Shah di Pahang, sovrano malese
- Jacopo Polverini, funzionario italiano
- Charles de Sainte-Marthe, poeta, umanista e teologo francese (n. 1512)
- Michelangelo Serafini, poeta, letterato e traduttore italiano
- Shimun VIII, patriarca cattolico iracheno
- Takeno Jōō, giapponese (n. 1502)
- Teraponzio di Sofia, santo bulgaro
- Gian Paolo Thanner, pittore italiano
- Alessandro da Terni, condottiero italiano (n. 1508)
- Antonio da Vendri, pittore italiano
- Bartolomeo Veneto, pittore italiano
- Antonio de Aranda, teologo portoghese